# S-25 Berkut

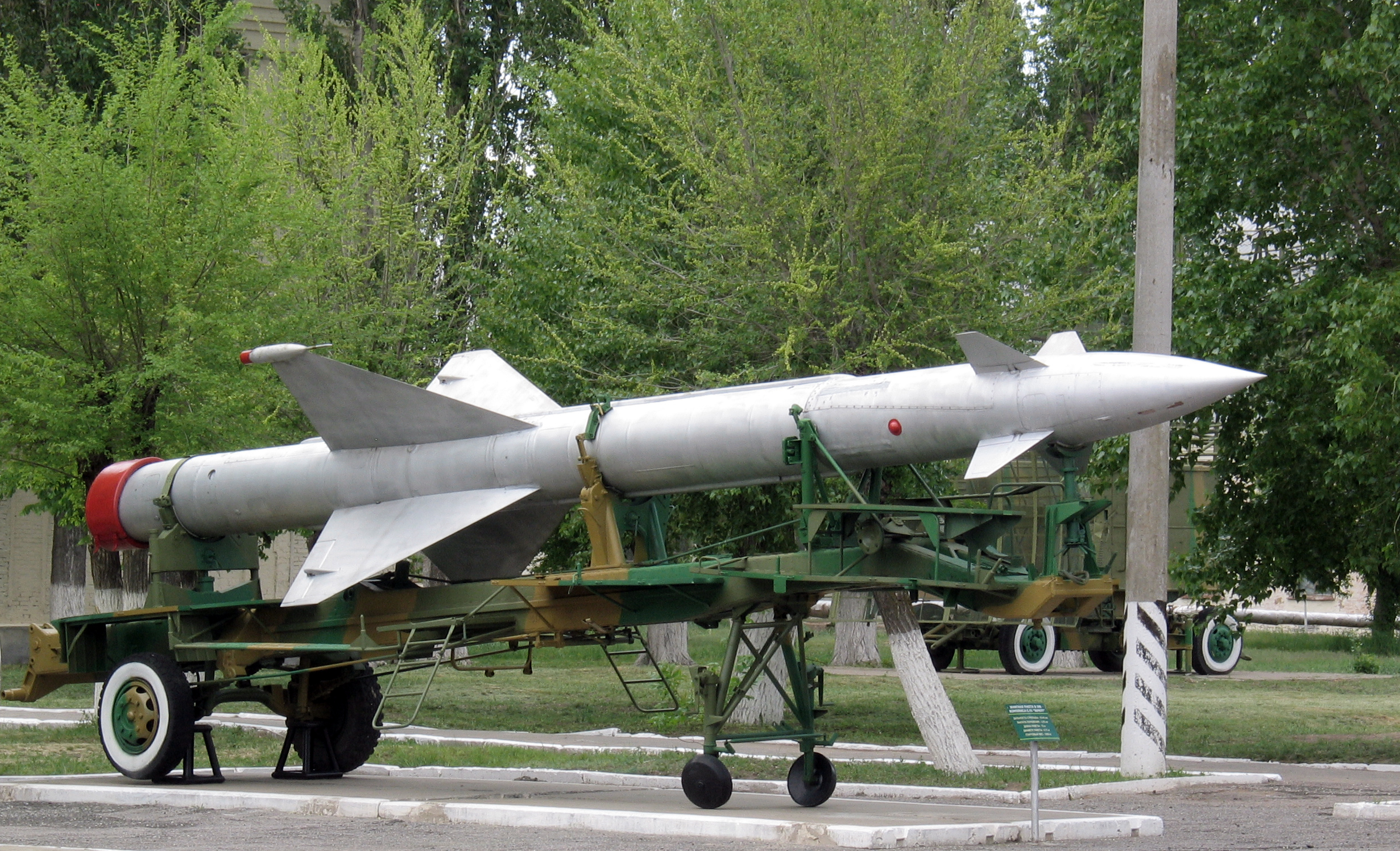
S-25 v muzeu ve městě Znamensk

S-25 Berkut (rusky С-25 «Беркут»; česky orel skalní) je řízená střela země-vzduch a první protiletadlový raketový komplet zavedený v SSSR do služby. Začátkem 50. let byl testován na základně Kapustin Jar. Od roku 1955 byl rozmísťován v několika okruzích okolo Moskvy a v bojové pohotovosti byl připraven v červnu 1956. Používán byl pouze k obraně Moskvy; na téměř všech ostatních místech byl používán mobilnější systém S-75 Dvina (SA-2 Guideline). Během jeho dlouhé služby bylo zavedeno několik vylepšení až byl nakonec v roce 1982 nahrazen novějším systémem S-300P.
Jeho kódové označení v NATO je SA-1 Guild. S-25 je zkratka Systema 25, s odkazem na celý systém raket, radarů a odpalovacích zařízení. Mezi součásti systému patří raketa V-300, radary R-113 a B-200, a dále antény A-11/A-12 pro B-200.